# كريستوف أنطوان ميرلين
كريستوف أنطوان ميرلين (بالفرنسية: Christophe Antoine Merlin)‏ هو ضابط فرنسي، ولد في 27 مايو 1771 في تيونفيل في فرنسا، وتوفي في 9 مارس 1839 في باريس في فرنسا.